# 藤茂親
藤 茂親（とう しげちか、文政11年4月29日（1828年6月11日） - 明治7年（1874年）11月3日）は、幕末の福岡藩士。明治時代の官史。藤原茂親とも。通称は藤四郎。

## 略伝
幕末期には弓・槍・刀剣の術、和漢の学を修め、平野国臣と意気投合して勤王倒幕を唱えた。安政6年（1859年）に脱藩。翌年5月に脱藩の罪で大島に流される。文久3年（1863年）7月に許されると生野の変に加わり、敗走したのち長州に逃れ、奇兵隊に身を寄せた。慶応元年（1865年）、月形洗蔵の命で喜多岡勇平の暗殺に加わった。福岡藩の尊王攘夷派である筑前勤王党の内紛によるものであったが、喜多岡は平野国臣の友人であり、幕府による長州征討回避に奔走した人物であったことを、藤はのちに長州で知り、苦悶したという。そのことから、喜多岡や平野の同志であった野村望東尼を囚われの身から救い出し、その最期まで看取った。
五箇条の御誓文が布告されたのち朝廷に召し出され、京都大属となる。廃藩置県後に隠岐県の大参事となり、竹島の開発にあたっている。47歳没。
大正4年（1915年）、従五位を追贈された。